# Thomas Turgoose
Thomas Aiden Turgoose (n. 11 de febrero de 1992) es un actor inglés. Es más conocido por su papel como Shaun en la película dramática de 2006 This Is England.

## Primeros años
Turgoose nació y creció en Grimsby, Lincolnshire. Sus padres, Rob Eggleston y Sharon Turgoose, se separaron cuando él tenía un año de edad. Es el menor de cuatro hermanos: Karl, Mathew y Jamie. Él y uno de sus hermanos fueron criados por su madre en un área venida a menos de Grimsby, y usa el apellido de su madre. Sin disciplina en su hogar debido a la enfermedad de su madre, fue expulsado de la escuela primaria. Su madre, Sharon, falleció de cáncer en diciembre de 2005 (This Is England fue dedicada a ella). En la época de su primer casting para This Is England, solo asistía a la escuela una hora a la semana y estaba en un programa para niños con problemas, "The Space Project", donde fue visto por un director de casting. Convencido de que no conseguiría un papel en la película y con la intención de conseguir algo de dinero, pidió £5 por su primera audición, la cual llamó la atención del director, Shane Meadows. Mientras filmaba This Is England, asisitía a la Wintringham School.

## Carrera
En 2006 tuvo su primer papel, interpretando al protagonista Shaun en This Is England, película británica de drama escrita y dirigida por Shane Meadows. Apareciendo en casi todas las escenas, su actuación atrajo la atención y a fines de ese año ganó el British Independent Film Award como mejor actor nuevo. En televisión interpretó al joven Dizzy en la serie dramática The Innocence Project. La serie fue cancelada después de ocho episodios debido a la baja audiencia y a las críticas negativas. Su personaje apareció en seis de los ocho episodios. En 2008 volvió a trabajar con el director Shane Meadows en la película Somers Town donde tuvo un papel cómico junto al joven actor polaco Piotr Jagiello. Ambos actores ganaron el premio al mejor actor en una película narrativa en al Festival de Cine de Tribeca. En 2010 trabajó en This Is England '86, una serie de cuatro partes para el Channel 4 acerca de los personajes de la película This Is England tres años después. Luego, volvió a aparecer en las dos continuaciones de la serie, This Is England '88 (2010) y This Is England '90 (2015).
En 2017 apareció como invitado en un episodio de la popular serie televisiva Game of Thrones, interpretando a un soldado de la casa Lannister.

## Filmografía

### Cine y televisión
- This Is England (2006) - Shaun
- The Innocence Project (2006, serie de TV) - Dizzy
- Somers Town (2008) - Tomo
- Eden Lake (2008) - Cooper
- The Scouting Book for Boys (2009) - David
- Cast Offs (2009, serie de TV) - Jake
- Dirty Egg (2010, cortometraje) - The Kid
- This Is England '86 (2010, miniserie) - Shaun
- This Is England '88 (2011, miniserie) - Shaun
- Birdsong (2012, serie de TV) - Soldado Tipper
- Coming Up (2012, serie de TV) - Lump
- Kiss (2012, cortometraje) - Sean
- Post Jump (2013, cortometraje) - Tom
- The Hatching (2014) - Caesar
- This Is England '90 (2015, miniserie) - Shaun
- Jacked (2015, cortometraje) - Waylen
- George Misses the Train (2015, cortometraje) - George
- Games of Thrones (2017, serie TV) - Soldado Lannister
- Terminal (2018) - Raymond